# 4六銀左戦法
| 9  | 8  | 7  | 6  | 5  | 4  | 3  | 2  | 1  |    |
| 香 | 桂 |    | 金 |    |    |    | 桂 | 香 | 一 |
|    | 王 | 銀 |    | 金 | 飛 |    |    |    | 二 |
|    | 歩 | 歩 | 歩 | 歩 | 銀 | 角 | 歩 | 歩 | 三 |
| 歩 |    |    |    |    | 歩 | 歩 |    |    | 四 |
|    |    |    |    |    |    |    | 歩 |    | 五 |
| 歩 |    | 歩 |    | 歩 | 銀 | 歩 |    |    | 六 |
|    | 歩 |    | 歩 |    | 歩 |    |    | 歩 | 七 |
|    | 角 | 玉 |    | 金 | 銀 |    | 飛 |    | 八 |
| 香 | 桂 |    | 金 |    |    |    | 桂 | 香 | 九 |

4六銀左戦法（一般的には斜め棒銀とも呼ばれる。また大内延介は、「5七銀左戦法」と呼び同名の書籍を著している。）は将棋の戦法のひとつ。居飛車舟囲い急戦の一種で、3二銀型や4三銀型の四間飛車、三間飛車に対して通常は居飛車側が玉の囲いに使う左側の銀を攻め駒として使い、▲4六銀-▲3五歩を絡めて飛車先の突破を狙う作戦である。単に「4六銀左戦法」というと四間飛車に対するものを指すことが多い。

## 概要

### 対四間飛車
基本図は▲4六銀と出たところ。本稿では一例として5二金型の定跡を解説する。なお、振り飛車が4一金の形で待機しているなら3二金と上がったり、4一金のままで戦う作戦もある。また先手も▲6九金型の他に▲4六銀と出の前に▲6八金として相手に1手多く指される戦術もある。以下△5四歩▲4六銀に早くに△3二飛と飛車を回して▲3五歩に後手は△4五歩や△4二角（又は△5一角）などやもしくは△3五同歩▲同銀と進めてから△4二角（又は△5一角）～△6四角、あるいは△3五同歩▲同銀△4五歩▲3三角成△同飛で、▲3六歩なら△6四角、▲3四歩△同銀▲4四銀なら△3二飛▲2四歩△4三銀からの反撃をみる手順がある。
基本図からは後手は△5四歩の他に△6四歩や△3二銀、△1二香や△4五歩などもある。本譜は△5四歩、▲3五歩、△3二飛、▲3四歩（▲5五歩もある）、△同銀（第1図）と進み、6四の地点に角を転換あるいは角打ちの反撃を用意する。

#### 第1図からの変化
第1図からは
1. ▲3八飛
2. ▲2四歩、△同歩、▲3八飛（第3図)
3. ▲3五歩から銀を繰り替える「準急戦」

といった手がある。
1.の▲3八飛に対しては△4五歩が振り飛車の常套手段。ここで△2二角とすると、▲2四歩、△同歩、▲4五銀、といった手段が先手からある。以下は△4三銀に▲3六銀や▲3二飛成、△同銀、▲4四銀～▲3三歩の攻めがある。△4五歩の場合は以下は▲3三角成、△同飛、▲8八角、△4六歩、▲3三角成、△同桂、▲3四飛、△4三金、▲3六飛、△4四角（第2図）とするのが定跡。▲8八角で▲5七銀引なら△4三銀と飛車交換を挑んで後手有利。以下は▲3三飛成、△同桂、▲3四歩に、△同銀、▲3一飛、といった進行がひとつ考えられる。
ただし、基本図で△5四歩とせず、△1二香を選択すると▲5七銀引のかわりに▲5五銀で居飛車有望。第2図まで手順は昔からある定跡だが、振り飛車が指せるとされている。以下は▲7七銀、△2七角、▲3七飛、△4五角成、▲４一飛、△5二銀、▲1一飛成、△2五桂、▲6一飛成、△同銀右、▲３二飛成、△3三金などの進行がひとつ考えられる。
2.の▲2四歩～▲3八飛(第3図)は2筋が突き捨ててあるため、居飛車の攻めは複雑になり、振り飛車側にも様々な手段が生じる。
1.と同じく△4五歩から反発する手なら▲3三角成、△同飛、▲8八角、△4六歩、▲3三角成、△3七歩、▲同飛、△3六歩（第4図）と進む。
この形では二度目の▲3三角成に△同桂とすると▲3四飛、△4三金、▲2四飛と廻られてしまう。そこで成り角をとらずに△3七歩、▲同飛、△3六歩（第4図）と飛車を釣り上げる。これに▲同飛なら△4五銀、▲3五飛、△3三桂、▲同飛成、△5六銀で振り飛車有利となる。そのため、第4図からは▲3四馬、△3七歩成、▲同桂としてお互いが飛車を手持ちにする展開となる。この激しい捌き合いから△3九飛、▲4一飛、△5一金引、▲2一飛成(代えて▲6一馬には△同金、▲6二金、△7七銀、▲同桂、△8九角、▲6八玉、△3五角から金を回収して後手優勢。)、△8八銀、▲同玉、△6九飛成、▲7九銀、△4六歩、▲6八金、△7九龍、▲同玉、△4七歩成と進んで、後手は次に5八の地点に金を打って速いので後手(四間飛車側)が良いといえる。他には第3図の△4五歩で△2二角や△3六歩などが知られている。△2二角は1.と同様の▲4五銀が生じる。△3六歩の意味は以下▲同飛、△4五歩、▲3三角成、△同飛とし、▲8八角に△4六歩と銀をとるとやはり▲3三角成、△同桂、▲3四飛、△4三金、▲2四飛が生じるので、▲8八角には△3五歩と抑えるため。従って先手も▲3三角成△同飛に自陣角を打たずに▲5七銀と引き、後で▲8八角や▲2二角を狙うなど、以下難解な戦いが続く。
3.の▲3五歩から銀を繰り替える戦術は、先手が第6図の形に組んで▲4五歩からの仕掛けを狙うものであるが、このように組ませてから仕掛けられると振り飛車側が不利になるため、実際には後手振り飛車側は第5図で▲3七銀引には△3四歩▲3五銀△4二角～△6四角など、また▲3七銀上には△3八歩▲同飛△4五歩などとして、第6図の陣形に組ませない順を進める。以下▲3三角成△同飛▲5七銀△3五飛▲3六銀△3二飛▲3五歩△6四角▲2八角△同角成▲同飛△6四角▲3七角△4二角の進行では以下▲2六角に後手は△6四角とし、▲3七角に△4二角の繰り返しで千日手に持ち込むこともある。

### 対三間飛車
| 9  | 8  | 7  | 6  | 5  | 4  | 3  | 2  | 1  |    |
| 香 | 桂 |    |    |    | 金 |    | 桂 | 香 | 一 |
|    | 飛 |    | 銀 | 金 |    | 王 | 角 |    | 二 |
| 歩 |    |    | 歩 |    | 歩 |    | 歩 |    | 三 |
|    |    | 歩 | 銀 | 歩 |    | 歩 |    | 歩 | 四 |
|    | 歩 |    |    |    |    |    |    |    | 五 |
|    |    | 歩 | 歩 | 歩 | 歩 |    |    | 歩 | 六 |
| 歩 | 歩 | 角 |    |    |    | 歩 | 歩 |    | 七 |
|    |    | 飛 | 銀 | 金 |    | 銀 | 玉 |    | 八 |
| 香 | 桂 |    |    |    | 金 |    | 桂 | 香 | 九 |

三間飛車に対して▲4六銀-▲3五歩を狙っても▲4六銀に△4三銀と角頭に備えられて（三間飛車は4五歩早仕掛けに備える為4二銀型で待機することが多い）、対四間飛車より1手損をしてしまう。後手三間飛車に対しては4五歩早仕掛けが成立するので（必ず優勢になる訳ではない）この戦法はあまり指されないが、先手三間飛車には4五歩早仕掛けが通用しない為、たまに用いられる。
基本図1のように居飛車側が後手番での△6四銀で以下▲6七銀△7五歩となる展開は、その後の進行も四間飛車の時と同じような展開になる。但し、先手振り飛車側は四間飛車の時に比べ2手多く指している勘定なのであるが、以下手順に▲4七金とすると左辺が弱くなり、かえって居飛車側の速攻が決まってしまう。また4七の歩が突いているので、先手の角が6八から4六といった反撃する手段も消されている格好になっている。このため、△7五歩に先手は▲6八角もしくは▲同歩△同銀には▲6八角ではなく▲6五歩か、▲3六歩や▲1六歩、▲1八香などの手待ちをして5八の金を動かさない手を指すことが多い。
| 9  | 8  | 7  | 6  | 5  | 4  | 3  | 2  | 1  |    |
| 香 | 桂 |    |    |    | 金 |    | 桂 | 香 | 一 |
|    | 飛 |    | 銀 | 金 |    | 王 | 角 |    | 二 |
| 歩 |    |    | 歩 | 銀 | 歩 |    | 歩 |    | 三 |
|    |    |    |    | 歩 |    | 歩 |    | 歩 | 四 |
|    | 歩 | 歩 |    |    |    |    |    |    | 五 |
|    |    | 歩 | 歩 | 歩 | 歩 |    |    | 歩 | 六 |
| 歩 | 歩 | 角 |    |    |    | 歩 | 歩 |    | 七 |
|    |    | 飛 | 銀 | 金 |    | 銀 | 玉 |    | 八 |
| 香 | 桂 |    |    |    | 金 |    | 桂 | 香 | 九 |

一方で、▲6七銀（振り飛車側が後手の場合は△4三銀、以下同様）が遅れているのをみて△6四銀（▲4六銀）ではなく△7五歩（▲3五歩）といきなり仕掛ける順もある。これは加藤一二三が得意としているほか、大内延介の著書（前述）でも先に歩を突き捨ててから銀を繰り出す手順を中心に解説している。
△7五歩に▲同歩△6四銀の進行は先手が捌くのが容易でない。以下四間飛車のときのように▲7四歩とすると△8六歩▲同歩△7五銀▲6五歩△6六銀で決まる。したがって△6四銀に▲6五歩として以下△7七角成▲同飛△6五銀▲6七飛△7六銀▲6六飛△8七銀成（又は不成）で、このあとは▲8三歩△同飛▲6五角は△8四飛▲8七角△8八角でいい勝負となる。このため、△7五歩には▲6七銀と立つがそこで△7六歩と取り込む手と△6四銀と力をためる手があり、いずれも三間飛車良しが定説ながら研究が進んでおらず未解決の部分が多い。例えば△7六歩ならば▲同銀に△7二飛として▲6七銀で△7三銀のときには▲9五角があり、以下△9四歩には▲7三角成といく手がある。また△7三銀に代えて△6四歩から6三銀もあるが▲6五歩△7七角成▲同飛△7五歩に▲6六角として△4四角に▲7五歩と捌く手が生じる。△6四銀以下の展開は上記と同様になる。
『イメージと読みの将棋観2』（2010年、日本将棋連盟）によると平成以降2010年までにこの△7五歩と仕掛ける戦術は18局指されていて先手の8勝9敗1千日手となっており、実は意外と有力な手段となっている。検討を担当した6棋士も作戦として佐藤康光や藤井猛は有力視しているが、渡辺明は、「こうした急戦もやったらやったで悪くはないと思うが、先手三間飛車には居飛車は穴熊にしてそもそも振り飛車から動いてもらうのが冷静である」としている。羽生善治や森内俊之らは、先に飛車が7筋に回って待ち構えているところへの仕掛けが無理をしており、こうした急戦の仕掛けとしての違和感と仕掛けた後の展開の難しさを感じているという。谷川浩司も「確かに成立はしているが、やはり仕掛けた後の攻めが難しい印象」としている。特に本書でも森内が懸念し、他の定跡書でも先手の▲9五角が有力な手段として知られているが、一方で藤井はこの角が出る手の味が悪く、先手をもって自信がないとし、「居飛車党は穴熊ばかり指しているが、なぜもっとこうした後手番急戦を指さないのか。将棋の解明とファンの期待に応えるという意味で指すべき」と主張している。